# بليك بارنت
بليك بارنت (بالإنجليزية: Blake Barnett)‏ هو لاعب كرة قدم أمريكية أمريكي، ولد في 24 ديسمبر 1995 في مقاطعة سان بيرناردينو في الولايات المتحدة.